# Cleveland Cobras
O Cleveland Stars foi um clube  americano de futebol com sede em Cleveland, Ohio e membro da American Soccer League em 1972-1973. Antes da temporada de 1974, o nome foi mudado para Cleveland Cobras.

## História
As cores do Stars eram azul e branco. As cores dos Cobras eram verde e dourado, embora em 1979 eles também usassem uniformes alternativos de ouro com preto e em 1981 frequentemente usassem uniformes verdes com brancos.
Os Cobras promoveram ativamente o futebol juvenil. Centenas de clínicas e acampamentos conduzidos por seus jogadores estabeleceram uma base sólida de futebol juvenil em todo o nordeste de Ohio - embora o clube não tenha jogado por tempo suficiente para colher os benefícios das crianças que cresceram e se tornaram adultos compradores de ingressos. O Cleveland Force (1978–88) e o Cleveland Crunch / Force (1989–2005) times de futebol de salão capitalizaram com boas multidões na Major Soccer Indoor League e na National Professional Soccer League .
Os Cobras jogavam em casa no George Finnie Stadium no campus do Baldwin-Wallace College em Berea, Ohio. Alguns jogos de exibição foram disputados no Cleveland Stadium. A cada temporada, os proprietários trazia clubes internacionais importantes para a cidade para jogos "amistosos". Entre eles estavam as seleções da Polônia, Israel e Canadá, Cork Hibernians FC e Sligo Rovers FC (Irlanda), GKS Tychy e Arka Gdynia (Polônia), Beitar Jerusalem FC e Hapoel Jerusalem FC (Israel), Eintracht Braunschweig e VfB Oldenburg ( Alemanha) e Partizan Belgrado (Sérvia). 
Após a temporada de 1981, a propriedade do Cobras vendeu seus direitos ASL a um grupo que mudou o clube para Atlanta, Geórgia, passando a se chamar Georgia Generals.